# 梧井駅
梧井駅（オジョンえき）は、大田広域市大徳区にかつて存在した京釜線の信号場である。
懐徳駅と大田駅の間に位置し、湖南線とソウル方面に直結する梧井線が分岐していた。
1943年12月に信号場として開業し、京釜線と湖南線を接続していたが、湖南線大田 - 裡里（現益山）間の複線化に伴い梧井線が廃止され、旧大田線（現在の湖南線 立体交差橋梁）が新設されることにより1978年に廃止された。この駅の機能は新設された大田操車場に移管された。

## 歴史
- 1943年12月30日 - 信号場として開業[1]。
- 1978年 1月1日 - 廃止。